# Emst (Epe)

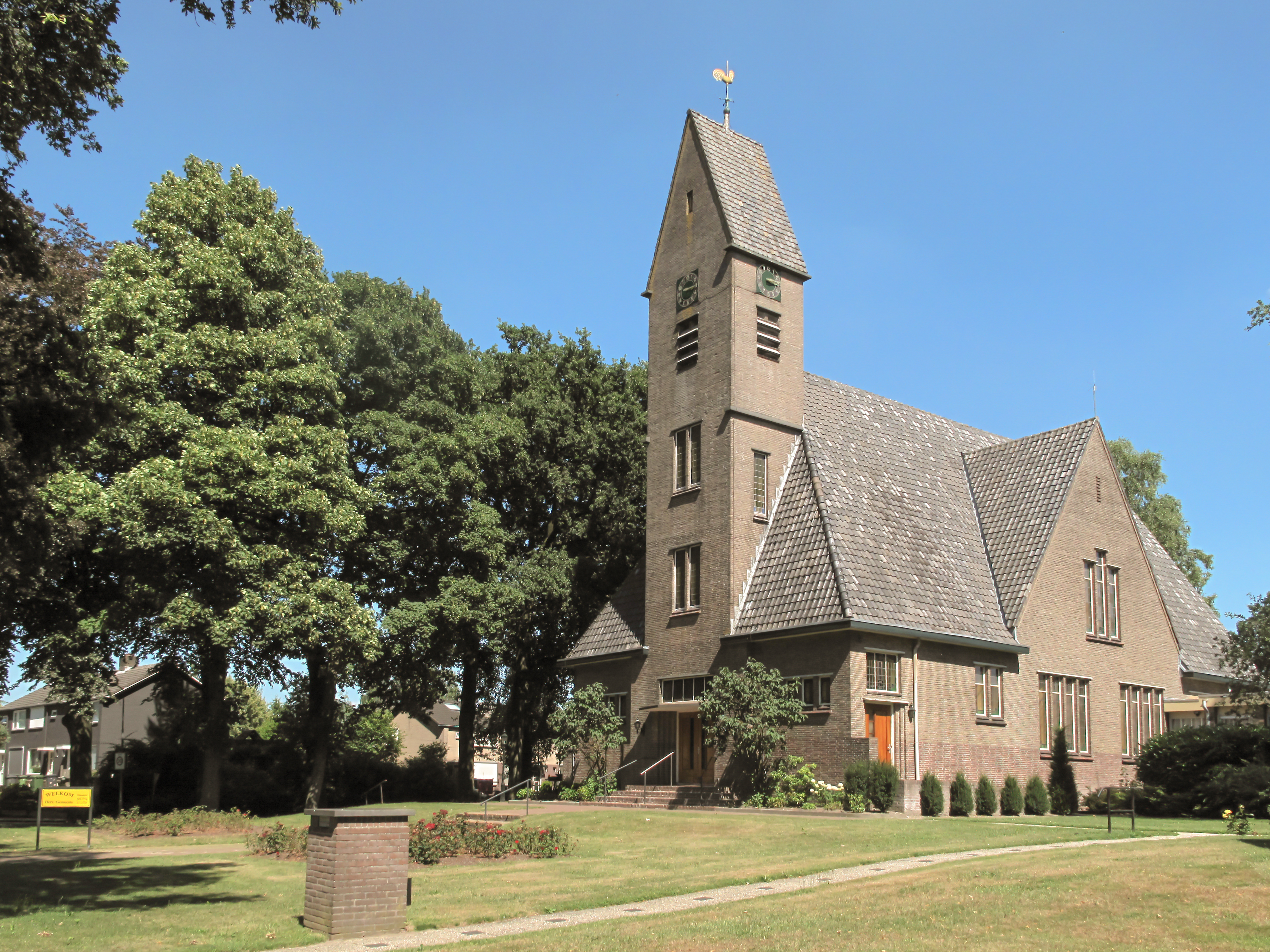
Reformierte Kirche in Emst

Emst ist ein kleines Dorf im Naturpark Hoge Veluwe in der Gemeinde Epe in der Provinz Gelderland (Niederlande). Es wohnen 3220 Einwohner in Emst.

## Geschichte
Emst entstand im 17. Jahrhundert als kleine Ansammlung von Bauernhäusern zwischen Epe und Oene. In der zweiten Hälfte des 19. Jahrhunderts entwickelte es sich zu einem Dorf mit eigener Kirche. Auch wurde neben der Kirche ein Schulhaus gebaut.

## Tourismus
Emst liegt im Naturpark Veluwe und deshalb kommen viele Menschen, um dort Urlaub zu machen oder für Tagesausflüge. Es gibt einige Campingplätze. Viele Leute besuchen auch in der Nähe das Kröller-Müller Museum oder nutzen die Gelegenheit zum Radfahren im Park. Die Waldgebiete in der Umgebung eignen sich auch zum Wandern.

## Wichtige Gebäude und Plätze
- Maitreya Instituut: Hier werden Kurse in tibetischem Lebensstil gegeben.
- Halte Emst: Früher lag Emst an einer Eisenbahnlinie. Am Haltepunkt in Emst stand ein ziemlich beeindruckendes Bahnhofsgebäude. Dieses wurde am 2. September 1887 eröffnet und wurde am 15. Mai 1938 stillgelegt. Inzwischen ist das Gebäude abgebrochen.
- Die Mühle: Es handelt sich um eine sehr alte Poldermühle. Im Jahr 1699 wurde diese Mühle erneuert. Schon auf einer alten Karte von 1634 ist an dieser Stelle eine Poldermühle eingezeichnet. Wahrscheinlich handelt es sich um diese Mühle.
- Im Dorf befindet sich eine Anlage, wo Forellen gezüchtet werden.

## Persönlichkeiten
- Marc Overmars (* 1973), niederländischer Fußballspieler und Fußballfunktionär